# Venezuela nos Jogos Paralímpicos
A Venezuela participou pela primeira vez dos Jogos Paralímpicos em 1984. Por outro lado, o país nunca participou de uma edição dos Jogos Paralímpicos de Inverno.